# Yett

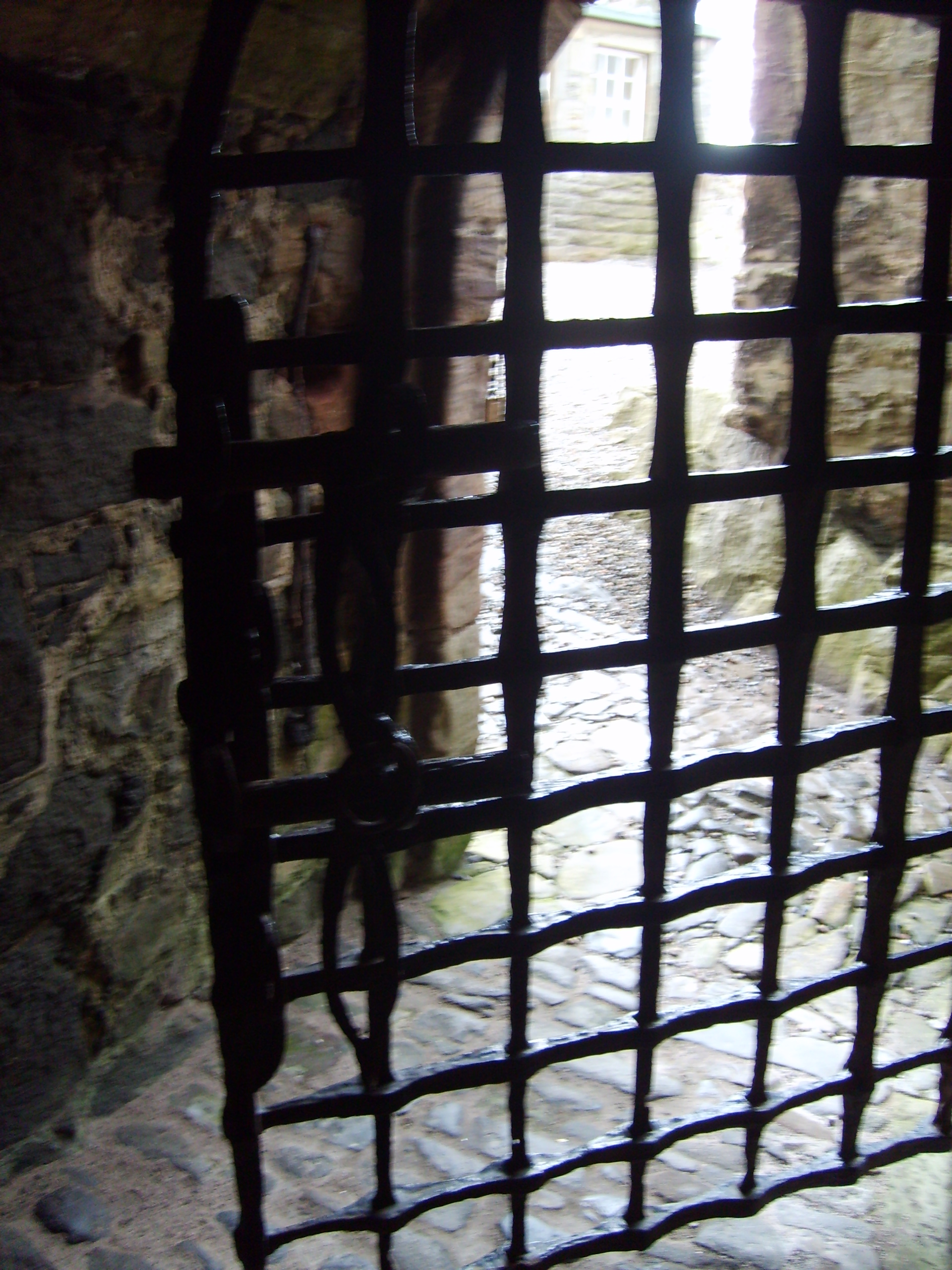
Yett all'ingresso principale del Blackness Castle, in Scozia, con bulloni attaccati e struttura forata. Realizzato nel 1693.

Uno yett (dalla parola in inglese antico e scozzese per "cancello") è un cancello o una griglia di sbarre di ferro battuto reticolate utilizzate per scopi difensivi nei castelli e nelle case torri. A differenza della saracinesca, che viene sollevata e abbassata verticalmente mediante mezzi meccanici, gli yett sono incernierati come un tradizionale cancello o porta e fissati tramite bulloni, o tramite lunghe sbarre estratte dal muro.
Gli yett si trovano prevalentemente in Scozia – dove la maggior parte delle torri, in particolare quelle successive, ne erano dotate anziché di saracinesche – ma alcuni cancelli di ferro si trovano nelle contee di confine dell'Inghilterra.